# The dadadadys
the dadadadys（ザ・ダダダディーズ） は、日本のロックバンドである。
所属レーベルはUK.PROJECT。2022年1月まではtetoとして活動。

## メンバー

### 現メンバー
小池 貞利（こいけ さだとし）
ボーカル、ギター担当。1990年6月17日（35歳）。出身は群馬県。身長173cm。
佐藤 健一郎 (さとう けんいちろう)
ベース、コーラス担当。1992年1月21日（33歳）。AB型。出身は岩手県。
yucco（ゆっこ）
ドラムス、コーラス担当。身長158cm。2021年6月まで2（現THE 2）のメンバーであり、同年7月よりtetoのサポートドラムをしていた。翌年1月にバンドの改名とともに正式加入した。
山岡錬（やまおか れん）
ギター・コーラス担当。the dadadadysが始動した際からサポートギターを務めていた。2022年4月27日正式加入。
儀間陽柄（ぎま ようへい）
ギター担当。1997年9月19日（27歳）。ライブやレコーディングの際にサポートギターとして参加。2023年1月26日正式加入。

### 旧メンバー
ウエムラ リョウタ
ドラムス担当。tetoの元サポートメンバー。2016年5月の無料配布音源の裏面に記載。
山崎 陸
ギター、コーラス担当。1990年5月3日（35歳）。出身は岡山県。2021年7月に脱退。
福田 裕介
ドラムス、コーラス担当。1990年5月30日（35歳）。出身は埼玉県。2021年7月に脱退。

## 経歴
- 2016年
  - 1月、ボーカルギターの小池が、当時職場の後輩だった佐藤をベースに誘い、埼玉でtetoを結成。
  - 3月、サポートメンバーを交え活動していたが、小池の弾き語りライブで偶然出会った山崎をギタリストとしてメンバーに招いた[1]。
  - 5月、タワーレコードアリオ川口店やライブ会場にて3曲入り無料音源｢take free｣を配布[2]。
  - 10月、1stEP「Pain Pain Pain」を発売[3]。
  - 12月、小池の学生時代からの友人である福田がドラマーとして正式に加入。
- 2017年
  - 6月7日、Helsinki Lambda Clubとのスプリット・シングル、｢split｣を発売[4]。
  - 8月30日、ファーストミニアルバム「dystopia」を発売。
  - 11月、初のツアー「dystopia」を開催[5]。チケットは全公演即日ソールドアウトした。
- 2018年
  - 3月21日、ファーストシングル「忘れた」を発売[6]。
  - 4月から9月にかけて、全国9か所を回る「teto ＜60分2,800円ツアー＞」を開催[7]。
  - 7月、初のワンマンツアー「始発」を開催[8]。
  - 9月26日、ファーストフルアルバム「手」を発売[9]。
- 2019年
  - 4月24日、2ndシングル「正義ごっこ」をリリース[10]。
  - 5月から6月にかけて、リリースツアー”正義売買 -Seigi bye bye-”を開催[10]。
  - 6月30日、47都道府県ツアー「日ノ出行脚」の開催を発表[11][注 1]。
  - 10月23日、2ndアルバム｢超現実至上主義宣言｣をリリース[12]。
- 2020年
  - 6月10日、通販・ライブ会場限定販売のシングル「4 (for) prologue.」をリリース[13]。
  - 7月10日、シングルのリリースを記念した無観客ライブ「『4 (for) prologue.』 リリース記念無観客有料生配信ライブ」を開催[14]。
  - 11月11日、配信シングル「夏百物語」をリリース[15]。
  - 12月16日、配信シングル「もしもし？もしもさぁ」をリリース[16]。
- 2021年
  - 6月17日、3rdアルバム「愛と例話」のリリースを発表[17]。また延期されていたツアー「日ノ出行脚」の再開も発表された。
  - 7月2日、東京キネマ倶楽部で行われたワンマンライブ「新・ナショナルキッド」をもって山崎、福田が脱退することを発表[18]。
  - 7月7日、「メアリー、無理しないで」が配信リリースされた[19]。YouTubeに公開されたMVには脱退した山崎、福田も出演している。
  - 10月1日、Helsinki Lambda Clubとのツーマンツアー「TAIKIBANSeeeee.」の開催を発表[20]。同月18日に渋谷追加公演を発表し全4公演となった。
- 2022年（以降the dadadadys）
  - 1月26日、昨年7月以降のライブにてサポートを行っていた元2のドラムyuccoを正式メンバーとして迎え入れ、バンド名をthe dadadadysに改名すると発表[21]。同時にtetoとして最初で最後となるライブDVDの発売と、the dadadadysとして全国九カ所を回るワンマンツアー「the dadadadys TOUR 2022」の開催を発表した。また同日、バンドの改名とともに両A面配信限定シングル「ROSSOMAN!」のリリースを発表。
  - 4月23日、1stミニアルバムとなる「Do Wah dadadady」を10インチのアナログ盤で発売[22]。
  - 4月27日、サポートギターであった山岡が正式加入[23]。
  - 9月、全国ツアー"the dadadadys TOUR 2022"を開催[24]。
  - 11月9日、配信シングル「らぶりありてぃ / k.a.i.k.a.n」をリリース[25]。
- 2023年
  - 1月26日、サポートギターとして参加していた儀間が正式加入、同時に配信限定EP「だ」と「da」のリリースを発表[26]。

## ディスコグラフィー

### シングル

#### スプリットシングル
Helsinki Lambda Club / teto

## ミュージックビデオ
| 監督              | タイトル                   | 備考                                                                                             |
| teto時代          | teto時代                   | teto時代                                                                                         |
| ----------------- | -------------------------- | ------------------------------------------------------------------------------------------------ |
| 荒明俊昭          | 「36.4」                   | 撮影 : OKOZYO                                                                                    |
| 荒明俊昭          | 「9月になること」          |                                                                                                  |
| 大塚ユウコ        | 「Pain Pain Pain」         | 撮影協力：佐藤 椿 下北沢Daisy Bar                                                                |
| 加藤マニ          | 「拝啓」                   |                                                                                                  |
| 加藤マニ          | 「溶けた銃口」             |                                                                                                  |
| 加藤マニ          | 「奴隷の唄」               | アニメーション : 榊原ミドリコ                                                                    |
| 加藤マニ          | 「ラストワルツ」           | ダンサー : 高田彩佳(Y-de-ONE)                                                                    |
| 木本健太          | 「夜想曲」                 | 撮影：大持賢治 制作 : 竹下晃太                                                                   |
| 木本健太          | 「蜩」                     | 撮影：木本健太/村枝里郎 制作：竹下晃太                                                           |
| 濱田真和          | 「夢見心地で」             | 撮影: 安田光 編集: 元木良彦 出演:ふかつまさかず いのうえあい 熊谷弥香 光根恭平 協力:群馬SUNBURST |
| カドワキリキ      | 「invisible」              |                                                                                                  |
| 元(天国)          | 「夏百物語」               | 撮影：hiroya hamaiba 助手：Rui Ito , Kenta Takagi , GON (Hiroki Yakuwa)                          |
| 元(天国)          | 「もしもし?もしもさぁ」    | 照明 : hitoshi sato 助手 : Rui Ito , Kenta Takagi , インターネット                               |
| 元(天国)          | 「メアリー、無理しないで」 | 照明 : 澤村直毅 , 大野桃子 助手 : Rui Ito , Kenta Takagi Lyric Drawing : 杉山雄哉                |
| 庄司信也          | とめられない               | 撮影:大場潤也、編集:土田尚人、制作:古川順一(fu-10)                                               |
| 元(天国)          | 遊泳地                     |                                                                                                  |
| the dadadadys以降 |                            |                                                                                                  |
| 元(天国)          | ROSSOMAN                   |                                                                                                  |
| 佐藤祐紀          | PUXXY WOMAN                |                                                                                                  |
| 元(天国)          | 青二才                     | スタイリング:庄村聡泰                                                                            |
| 元(天国)          | 超々超絶絶頂絶好最高潮     | スタイリング:庄村聡泰                                                                            |
| 佐藤祐紀          | k.a.i.k.a.n                |                                                                                                  |
| 番場秀一          | らぶりありてぃ             |                                                                                                  |
| 元(天国)          | あっ！                     |                                                                                                  |

## ライブ

### 主なツアー
| 年      | 日程                           | 公演名                      | 日時                                   | 会場                             | 対バン(✕はワンマン)                                                                    | 備考                                                                                      |
| ------- | ------------------------------ | --------------------------- | -------------------------------------- | -------------------------------- | -------------------------------------------------------------------------------------- | ----------------------------------------------------------------------------------------- |
| 2017    | 11月8日 - 11月19日             | teto tour 2017 「dystopia」 | 3会場3公演                             | 3会場3公演                       | 3会場3公演                                                                             |                                                                                           |
| 2017    | 11月8日 - 11月19日             | teto tour 2017 「dystopia」 | 11月8日                                | 下北沢SHELTER                    |                                                                                        |                                                                                           |
| 2017    | 11月8日 - 11月19日             | teto tour 2017 「dystopia」 | 11月18日                               | 心斎橋Pangea                     |                                                                                        |                                                                                           |
| 2017    | 11月8日 - 11月19日             | teto tour 2017 「dystopia」 | 11月19日                               | 名古屋CLUB ROCK’N’ROLL           |                                                                                        |                                                                                           |
| 2018    | 4月1日 - 5月18日               | teto ＜60分2,800円ツアー＞  | 9会場9公演                             | 9会場9公演                       | 9会場9公演                                                                             |                                                                                           |
| 2018    | 4月1日 - 5月18日               | teto ＜60分2,800円ツアー＞  | 4月1日                                 | 千葉LOOK                         |                                                                                        |                                                                                           |
| 2018    | 4月1日 - 5月18日               | teto ＜60分2,800円ツアー＞  | 4月12日                                | 福岡THE Voodoo Lounge            |                                                                                        |                                                                                           |
| 2018    | 4月1日 - 5月18日               | teto ＜60分2,800円ツアー＞  | 4月14日                                | 岡山PEPPER LAND                  |                                                                                        |                                                                                           |
| 2018    | 4月1日 - 5月18日               | teto ＜60分2,800円ツアー＞  | 4月15日                                | 京都GROWLY                       |                                                                                        |                                                                                           |
| 2018    | 4月1日 - 5月18日               | teto ＜60分2,800円ツアー＞  | 4月20日                                | 仙台LIVE HOUSE enn 3rd           |                                                                                        |                                                                                           |
| 2018    | 4月1日 - 5月18日               | teto ＜60分2,800円ツアー＞  | 4月22日                                | 北浦和KYARA                      |                                                                                        |                                                                                           |
| 2018    | 4月1日 - 5月18日               | teto ＜60分2,800円ツアー＞  | 5月11日                                | 池下CLUB UPSET                   |                                                                                        |                                                                                           |
| 2018    | 4月1日 - 5月18日               | teto ＜60分2,800円ツアー＞  | 5月12日                                | 心斎橋PANGEA                     |                                                                                        |                                                                                           |
| 2018    | 4月1日 - 5月18日               | teto ＜60分2,800円ツアー＞  | 5月18日                                | 新代田FEVER                      |                                                                                        |                                                                                           |
| 2018    |                                |                             |                                        |                                  |                                                                                        |                                                                                           |
| 2018    | 7月4日 - 7月22日               | 始発                        | 4会場4公演                             | 4会場4公演                       | 4会場4公演                                                                             |                                                                                           |
| 2018    | 7月4日 - 7月22日               | 始発                        | 7月4日                                 | 下北沢 Daisy Bar                 |                                                                                        |                                                                                           |
| 2018    | 7月4日 - 7月22日               | 始発                        | 7月6日                                 | 池下CLUB UPSET                   |                                                                                        |                                                                                           |
| 2018    | 7月4日 - 7月22日               | 始発                        | 7月8日                                 | 梅田Shangri-La                   |                                                                                        |                                                                                           |
| 2018    | 7月4日 - 7月22日               | 始発                        | 7月22日                                | 渋谷WWW X                        |                                                                                        |                                                                                           |
| 2018    |                                |                             |                                        |                                  |                                                                                        |                                                                                           |
| 2018    | 9月30日 - 12月7日              | 結んで開いて                | 22会場22公演                           | 22会場22公演                     | 22会場22公演                                                                           | *ツアー初日の千葉LOOK公演は台風に見舞われたがライブを行い、12月27日にも振替公演を行った。 |
| 2018    | 9月30日 - 12月7日              | 結んで開いて                | 9月30日                                | 千葉LOOK*                        |                                                                                        | *ツアー初日の千葉LOOK公演は台風に見舞われたがライブを行い、12月27日にも振替公演を行った。 |
| 2018    | 9月30日 - 12月7日              | 結んで開いて                | 10月3日                                | 北浦和KYARA                      |                                                                                        | *ツアー初日の千葉LOOK公演は台風に見舞われたがライブを行い、12月27日にも振替公演を行った。 |
| 2018    | 9月30日 - 12月7日              | 結んで開いて                | 10月4日                                | 横浜BAYSIS                       |                                                                                        | *ツアー初日の千葉LOOK公演は台風に見舞われたがライブを行い、12月27日にも振替公演を行った。 |
| 2018    | 9月30日 - 12月7日              | 結んで開いて                | 10月10日                               | 岡山IMAGE                        |                                                                                        | *ツアー初日の千葉LOOK公演は台風に見舞われたがライブを行い、12月27日にも振替公演を行った。 |
| 2018    | 9月30日 - 12月7日              | 結んで開いて                | 10月11日                               | 小倉WOW!                         |                                                                                        | *ツアー初日の千葉LOOK公演は台風に見舞われたがライブを行い、12月27日にも振替公演を行った。 |
| 2018    | 9月30日 - 12月7日              | 結んで開いて                | 10月13日                               | 熊本Django                       |                                                                                        | *ツアー初日の千葉LOOK公演は台風に見舞われたがライブを行い、12月27日にも振替公演を行った。 |
| 2018    | 9月30日 - 12月7日              | 結んで開いて                | 10月14日                               | 長崎Studio Do!                   |                                                                                        | *ツアー初日の千葉LOOK公演は台風に見舞われたがライブを行い、12月27日にも振替公演を行った。 |
| 2018    | 9月30日 - 12月7日              | 結んで開いて                | 10月16日                               | 京都燦燦                         |                                                                                        | *ツアー初日の千葉LOOK公演は台風に見舞われたがライブを行い、12月27日にも振替公演を行った。 |
| 2018    | 9月30日 - 12月7日              | 結んで開いて                | 10月20日                               | 福島out line                     |                                                                                        | *ツアー初日の千葉LOOK公演は台風に見舞われたがライブを行い、12月27日にも振替公演を行った。 |
| 2018    | 9月30日 - 12月7日              | 結んで開いて                | 10月21日                               | 盛岡Club Change                  |                                                                                        | *ツアー初日の千葉LOOK公演は台風に見舞われたがライブを行い、12月27日にも振替公演を行った。 |
| 2018    | 9月30日 - 12月7日              | 結んで開いて                | 10月25日                               | 松本ALECX                        |                                                                                        | *ツアー初日の千葉LOOK公演は台風に見舞われたがライブを行い、12月27日にも振替公演を行った。 |
| 2018    | 9月30日 - 12月7日              | 結んで開いて                | 10月27日                               | 新潟CLUB RIVERST                 |                                                                                        | *ツアー初日の千葉LOOK公演は台風に見舞われたがライブを行い、12月27日にも振替公演を行った。 |
| 2018    | 9月30日 - 12月7日              | 結んで開いて                | 10月28日                               | 金沢van van V4                   |                                                                                        | *ツアー初日の千葉LOOK公演は台風に見舞われたがライブを行い、12月27日にも振替公演を行った。 |
| 2018    | 9月30日 - 12月7日              | 結んで開いて                | 11月8日                                | 群馬SUNBURST                     |                                                                                        | *ツアー初日の千葉LOOK公演は台風に見舞われたがライブを行い、12月27日にも振替公演を行った。 |
| 2018    | 9月30日 - 12月7日              | 結んで開いて                | 11月10日                               | 梅田CLUB QUATTRO                 |                                                                                        | *ツアー初日の千葉LOOK公演は台風に見舞われたがライブを行い、12月27日にも振替公演を行った。 |
| 2018    | 9月30日 - 12月7日              | 結んで開いて                | 11月11日                               | 名古屋CLUB QUATTRO               |                                                                                        | *ツアー初日の千葉LOOK公演は台風に見舞われたがライブを行い、12月27日にも振替公演を行った。 |
| 2018    | 9月30日 - 12月7日              | 結んで開いて                | 11月15日                               | 仙台enn 2nd                      |                                                                                        | *ツアー初日の千葉LOOK公演は台風に見舞われたがライブを行い、12月27日にも振替公演を行った。 |
| 2018    | 9月30日 - 12月7日              | 結んで開いて                | 11月17日                               | 札幌BESSIE HALL                  |                                                                                        | *ツアー初日の千葉LOOK公演は台風に見舞われたがライブを行い、12月27日にも振替公演を行った。 |
| 2018    | 9月30日 - 12月7日              | 結んで開いて                | 11月29日                               | 高松TOONICE                      |                                                                                        | *ツアー初日の千葉LOOK公演は台風に見舞われたがライブを行い、12月27日にも振替公演を行った。 |
| 2018    | 9月30日 - 12月7日              | 結んで開いて                | 12月1日                                | 福岡CB                           |                                                                                        | *ツアー初日の千葉LOOK公演は台風に見舞われたがライブを行い、12月27日にも振替公演を行った。 |
| 2018    | 9月30日 - 12月7日              | 結んで開いて                | 12月2日                                | 広島4.14                         |                                                                                        | *ツアー初日の千葉LOOK公演は台風に見舞われたがライブを行い、12月27日にも振替公演を行った。 |
| 2018    | 9月30日 - 12月7日              | 結んで開いて                | 12月7日                                | 恵比寿LIQUIDROOM                 |                                                                                        | *ツアー初日の千葉LOOK公演は台風に見舞われたがライブを行い、12月27日にも振替公演を行った。 |
| 2019    | 5月30日 - 6月30日              | 正義売買 -seigi bye bye-    | 10会場10公演                           | 10会場10公演                     | 10会場10公演                                                                           |                                                                                           |
| 2019    | 5月30日 - 6月30日              | 正義売買 -seigi bye bye-    | 5月30日                                | 仙台 CLUB JUNK BOX               |                                                                                        |                                                                                           |
| 2019    | 5月30日 - 6月30日              | 正義売買 -seigi bye bye-    | 6月8日                                 | 札幌 cube garden                 |                                                                                        |                                                                                           |
| 2019    | 5月30日 - 6月30日              | 正義売買 -seigi bye bye-    | 6月14日                                | 新潟 GOLDEN PIGS RED STAGE       |                                                                                        |                                                                                           |
| 2019    | 5月30日 - 6月30日              | 正義売買 -seigi bye bye-    | 6月16日                                | 名古屋 CLUB QUATTRO              |                                                                                        |                                                                                           |
| 2019    | 5月30日 - 6月30日              | 正義売買 -seigi bye bye-    | 6月17日                                | 岡山 PEPPER LAND                 |                                                                                        |                                                                                           |
| 2019    | 5月30日 - 6月30日              | 正義売買 -seigi bye bye-    | 6月19日                                | 広島 CLUB QUATTRO                |                                                                                        |                                                                                           |
| 2019    | 5月30日 - 6月30日              | 正義売買 -seigi bye bye-    | 6月20日                                | 福岡 DRUM Be - 1                 |                                                                                        |                                                                                           |
| 2019    | 5月30日 - 6月30日              | 正義売買 -seigi bye bye-    | 6月22日                                | 大阪 BIG CAT                     |                                                                                        |                                                                                           |
| 2019    | 5月30日 - 6月30日              | 正義売買 -seigi bye bye-    | 6月23日                                | 高松 DIME                        |                                                                                        |                                                                                           |
| 2019    | 5月30日 - 6月30日              | 正義売買 -seigi bye bye-    | 6月30日                                | TSUTAYA O・EAST                  |                                                                                        |                                                                                           |
| 2019    | 2019年11月15日 - 2020年7月17日 | 日ノ出行脚                  | 50会場50公演                           | 50会場50公演                     | 50会場50公演                                                                           |                                                                                           |
| 2019    | 2019年11月15日 - 2020年7月17日 | 日ノ出行脚                  | 11月15日                               | 千葉 LOOK                        | Cody Lee(李)                                                                           |                                                                                           |
| 2019    | 2019年11月15日 - 2020年7月17日 | 日ノ出行脚                  | 11月28日                               | 郡山 CLUB #9                     | THE NOVEMBERS , 佐藤圭                                                                 |                                                                                           |
| 2019    | 2019年11月15日 - 2020年7月17日 | 日ノ出行脚                  | 11月30日                               | 山形 ミュージック昭和Session     | Helsinki Lambda Club                                                                   |                                                                                           |
| 2019    | 2019年11月15日 - 2020年7月17日 | 日ノ出行脚                  | 12月1日                                | 秋田 Club SWINDLE                | Helsinki Lambda Club                                                                   |                                                                                           |
| 2019    | 2019年11月15日 - 2020年7月17日 | 日ノ出行脚                  | 12月5日                                | 長野 LIVEHOUSE J                 | トリプルファイヤー                                                                     |                                                                                           |
| 2019    | 2019年11月15日 - 2020年7月17日 | 日ノ出行脚                  | 12月7日                                | 富山 Soul Power                  | TENDOUJI                                                                               |                                                                                           |
| 2019    | 2019年11月15日 - 2020年7月17日 | 日ノ出行脚                  | 12月8日                                | 岐阜 yanagase ants               | TENDOUJI , 牧師に鯛                                                                    |                                                                                           |
| 2019    | 2019年11月15日 - 2020年7月17日 | 日ノ出行脚                  | 12月13日                               | 兵庫 MUSIC ZOO KOBE 太陽と虎     | 神聖かまってちゃん                                                                     |                                                                                           |
| 2019    | 2019年11月15日 - 2020年7月17日 | 日ノ出行脚                  | 12月15日                               | 和歌山 CLUB GATE                 | 神聖かまってちゃん                                                                     |                                                                                           |
| 2020    | 2019年11月15日 - 2020年7月17日 | 日ノ出行脚                  |                                        |                                  |                                                                                        |                                                                                           |
| 1月19日 | 2019年11月15日 - 2020年7月17日 | 日ノ出行脚                  | 埼玉 HEAVEN'S ROCK さいたま新都心 VJ-3 | the telephones                   |                                                                                        |                                                                                           |
| 1月21日 | 2019年11月15日 - 2020年7月17日 | 日ノ出行脚                  | 滋賀 B-FLAT                            | アルカラ , my sister circle      |                                                                                        |                                                                                           |
| 1月23日 | 2019年11月15日 - 2020年7月17日 | 日ノ出行脚                  | 長崎 DRUM Be-7                         | Wienners , Sundae May Club       |                                                                                        |                                                                                           |
| 1月25日 | 2019年11月15日 - 2020年7月17日 | 日ノ出行脚                  | 大分 DRUM Be-0                         | Wienners                         |                                                                                        |                                                                                           |
| 1月26日 | 2019年11月15日 - 2020年7月17日 | 日ノ出行脚                  | 佐賀 SAGA GEILS                        | Wienners                         |                                                                                        |                                                                                           |
| 1月28日 | 2019年11月15日 - 2020年7月17日 | 日ノ出行脚                  | 岡山 PEPPERLAND                        | 中川昌利 withVaporband           |                                                                                        |                                                                                           |
| 2月8日  | 2019年11月15日 - 2020年7月17日 | 日ノ出行脚                  | 徳島 club GRINDHOUSE                   | KING BROTHERS                    |                                                                                        |                                                                                           |
| 2月9日  | 2019年11月15日 - 2020年7月17日 | 日ノ出行脚                  | 愛媛 Double-u studio                   | KING BROTHERS                    |                                                                                        |                                                                                           |
| 2月11日 | 2019年11月15日 - 2020年7月17日 | 日ノ出行脚                  | 静岡 Shizuoka UMBER                    | ニューロティカ                   |                                                                                        |                                                                                           |
| 2月19日 | 2019年11月15日 - 2020年7月17日 | 日ノ出行脚                  | 奈良 NEVERLAND                         | ARSKN , YEN                      |                                                                                        |                                                                                           |
| 2月21日 | 2019年11月15日 - 2020年7月17日 | 日ノ出行脚                  | 熊本 B.9 V2                            | ヤングオオハラ                   |                                                                                        |                                                                                           |
| 2月23日 | 2019年11月15日 - 2020年7月17日 | 日ノ出行脚                  | 鹿児島 SR HALL                         | MONO NO AWARE                    |                                                                                        |                                                                                           |
| 2月24日 | 2019年11月15日 - 2020年7月17日 | 日ノ出行脚                  | 宮崎 SR BOX                            | MONO NO AWARE                    |                                                                                        |                                                                                           |
| 2月26日 | 2019年11月15日 - 2020年7月17日 | 日ノ出行脚                  | 三重 club chaos                        | w.o.d                            |                                                                                        |                                                                                           |
| 2月29日 | 2019年11月15日 - 2020年7月17日 | 日ノ出行脚                  | 高知 X-pt.                             | 四星球                           | 新型コロナウイルス感染拡大防止のため、以下公演は中止された。                           |                                                                                           |
| 3月1日  | 2019年11月15日 - 2020年7月17日 | 日ノ出行脚                  | 京都 磔磔                              | dustbox                          | 新型コロナウイルス感染拡大防止のため、以下公演は中止された。                           |                                                                                           |
| 3月7日  | 2019年11月15日 - 2020年7月17日 | 日ノ出行脚                  | 沖縄 桜坂セントラル                    | ヤングオオハラ , Yeti meets girl | 新型コロナウイルス感染拡大防止のため、以下公演は中止された。                           |                                                                                           |
| 3月14日 | 2019年11月15日 - 2020年7月17日 | 日ノ出行脚                  | 栃木 HEAVEN'S ROCK Utsunomiya VJ-2     | Car10 , 渦                       | 新型コロナウイルス感染拡大防止のため、以下公演は中止された。                           |                                                                                           |
| 3月28日 | 2019年11月15日 - 2020年7月17日 | 日ノ出行脚                  | 山梨 KAZOO HALL                        | LOST IN TIME                     | 新型コロナウイルス感染拡大防止のため、以下公演は中止された。                           |                                                                                           |
| 4月2日  | 2019年11月15日 - 2020年7月17日 | 日ノ出行脚                  | 北海道 苫小牧ELLCUBE                   | POLYSICS                         | 新型コロナウイルス感染拡大防止のため、以下公演は中止された。                           |                                                                                           |
| 4月4日  | 2019年11月15日 - 2020年7月17日 | 日ノ出行脚                  | 北海道 北見オニオンホール              | POLYSICS                         | 新型コロナウイルス感染拡大防止のため、以下公演は中止された。                           |                                                                                           |
| 4月5日  | 2019年11月15日 - 2020年7月17日 | 日ノ出行脚                  | 北海道 旭川CASINO DRIVE                | POLYSICS , ザ・ジラフス          | 新型コロナウイルス感染拡大防止のため、以下公演は中止された。                           |                                                                                           |
| 4月18日 | 2019年11月15日 - 2020年7月17日 | 日ノ出行脚                  | 福井 CHOP                              | リーガルリリー                   | 新型コロナウイルス感染拡大防止のため、開催を延期。延期ツアーは日ノ出行脚(2021)を参照。 |                                                                                           |
| 4月19日 | 2019年11月15日 - 2020年7月17日 | 日ノ出行脚                  | 石川 Kanazawa AZ                       | リーガルリリー                   | 新型コロナウイルス感染拡大防止のため、開催を延期。延期ツアーは日ノ出行脚(2021)を参照。 |                                                                                           |
| 4月23日 | 2019年11月15日 - 2020年7月17日 | 日ノ出行脚                  | 山口 LIVE rise SHUNAN                  | ズーカラデル                     | 新型コロナウイルス感染拡大防止のため、開催を延期。延期ツアーは日ノ出行脚(2021)を参照。 |                                                                                           |
| 4月25日 | 2019年11月15日 - 2020年7月17日 | 日ノ出行脚                  | 松江 AZTiC canova                      | ズーカラデル , ginger            | 新型コロナウイルス感染拡大防止のため、開催を延期。延期ツアーは日ノ出行脚(2021)を参照。 |                                                                                           |
| 4月26日 | 2019年11月15日 - 2020年7月17日 | 日ノ出行脚                  | 米子 AZTiC laughs                      | ズーカラデル                     | 新型コロナウイルス感染拡大防止のため、開催を延期。延期ツアーは日ノ出行脚(2021)を参照。 |                                                                                           |
| 4月29日 | 2019年11月15日 - 2020年7月17日 | 日ノ出行脚                  | 高崎 clubFLEEZ                         | 2 , Leaps and Bounds             | 新型コロナウイルス感染拡大防止のため、開催を延期。延期ツアーは日ノ出行脚(2021)を参照。 |                                                                                           |
| 5月14日 | 2019年11月15日 - 2020年7月17日 | 日ノ出行脚                  | 茨城 mito LIGHT HOUSE                  |                                  | 新型コロナウイルス感染拡大防止のため、開催を延期。延期ツアーは日ノ出行脚(2021)を参照。 |                                                                                           |
| 5月16日 | 2019年11月15日 - 2020年7月17日 | 日ノ出行脚                  | 岩手 Club Change WAVE                  | 竹原ピストル                     | 新型コロナウイルス感染拡大防止のため、開催を延期。延期ツアーは日ノ出行脚(2021)を参照。 |                                                                                           |
| 5月17日 | 2019年11月15日 - 2020年7月17日 | 日ノ出行脚                  | 青森 Quarter                           | 竹原ピストル                     | 新型コロナウイルス感染拡大防止のため、開催を延期。延期ツアーは日ノ出行脚(2021)を参照。 |                                                                                           |
| 5月31日 | 2019年11月15日 - 2020年7月17日 | 日ノ出行脚                  | 神奈川 CLUB CITTA'                     | KANA-BOON                        | 新型コロナウイルス感染拡大防止のため、開催を延期。延期ツアーは日ノ出行脚(2021)を参照。 |                                                                                           |
| 6月11日 | 2019年11月15日 - 2020年7月17日 | 日ノ出行脚                  | 香川 DIME                              |                                  | 新型コロナウイルス感染拡大防止のため、開催を延期。延期ツアーは日ノ出行脚(2021)を参照。 |                                                                                           |
| 6月13日 | 2019年11月15日 - 2020年7月17日 | 日ノ出行脚                  | 大阪 なんばHatch                       |                                  | 新型コロナウイルス感染拡大防止のため、開催を延期。延期ツアーは日ノ出行脚(2021)を参照。 |                                                                                           |
| 6月14日 | 2019年11月15日 - 2020年7月17日 | 日ノ出行脚                  | 名古屋 CLUB QUATTRO                    |                                  | 新型コロナウイルス感染拡大防止のため、開催を延期。延期ツアーは日ノ出行脚(2021)を参照。 |                                                                                           |
| 6月20日 | 2019年11月15日 - 2020年7月17日 | 日ノ出行脚                  | 福岡 DRUM Be-1                         |                                  | 新型コロナウイルス感染拡大防止のため、開催を延期。延期ツアーは日ノ出行脚(2021)を参照。 |                                                                                           |
| 6月21日 | 2019年11月15日 - 2020年7月17日 | 日ノ出行脚                  | 広島 セカンド・クラッチ                |                                  | 新型コロナウイルス感染拡大防止のため、開催を延期。延期ツアーは日ノ出行脚(2021)を参照。 |                                                                                           |
| 6月27日 | 2019年11月15日 - 2020年7月17日 | 日ノ出行脚                  | 新潟 GOLDEN PIGS RED STAGE             |                                  | 新型コロナウイルス感染拡大防止のため、開催を延期。延期ツアーは日ノ出行脚(2021)を参照。 |                                                                                           |
| 7月3日  | 2019年11月15日 - 2020年7月17日 | 日ノ出行脚                  | 長野 NAGANO CLUB JUNK BOX              |                                  | 新型コロナウイルス感染拡大防止のため、開催を延期。延期ツアーは日ノ出行脚(2021)を参照。 |                                                                                           |
| 7月5日  | 2019年11月15日 - 2020年7月17日 | 日ノ出行脚                  | 札幌 PENNY LANE 24                     |                                  | 新型コロナウイルス感染拡大防止のため、開催を延期。延期ツアーは日ノ出行脚(2021)を参照。 |                                                                                           |
| 7月17日 | 2019年11月15日 - 2020年7月17日 | 日ノ出行脚                  | 東京 Zepp DiverCity Tokyo              |                                  | 新型コロナウイルス感染拡大防止のため、開催を延期。延期ツアーは日ノ出行脚(2021)を参照。 |                                                                                           |
| 2021    | 8月28日 - 9月29日              | 日ノ出行脚(2021)            | 9会場9公演                             | 9会場9公演                       | 9会場9公演                                                                             |                                                                                           |
| 2021    | 8月28日 - 9月29日              | 日ノ出行脚(2021)            | 8月28日                                | 名古屋 CLUB QUATTRO              | ×                                                                                      |                                                                                           |
| 2021    | 8月28日 - 9月29日              | 日ノ出行脚(2021)            | 9月3日                                 | 札幌 PENNY LANE 24               | ×                                                                                      |                                                                                           |
| 2021    | 8月28日 - 9月29日              | 日ノ出行脚(2021)            | 9月5日                                 | 仙台 CLUB JUNK BOX               | ×                                                                                      |                                                                                           |
| 2021    | 8月28日 - 9月29日              | 日ノ出行脚(2021)            | 9月10日                                | 大阪 BIGCAT                      | ×                                                                                      |                                                                                           |
| 2021    | 8月28日 - 9月29日              | 日ノ出行脚(2021)            | 9月11日                                | 高松 DIME                        | ×                                                                                      |                                                                                           |
| 2021    | 8月28日 - 9月29日              | 日ノ出行脚(2021)            | 9月18日                                | 新潟 GOLDEN PIGS RED STAGE       | ×                                                                                      |                                                                                           |
| 2021    | 8月28日 - 9月29日              | 日ノ出行脚(2021)            | 9月23日                                | 神戸VARIT.                       | ×                                                                                      |                                                                                           |
| 2021    | 8月28日 - 9月29日              | 日ノ出行脚(2021)            | 9月25日                                | 福岡DRUM Be-1                    | ×                                                                                      |                                                                                           |
| 2021    | 8月28日 - 9月29日              | 日ノ出行脚(2021)            | 9月26日                                | 広島 セカンドクラッチ            | ×                                                                                      |                                                                                           |
| 2021    | 8月28日 - 9月29日              | 日ノ出行脚(2021)            | 9月29日                                | 東京 Zepp Divercity Tokyo        | ×                                                                                      |                                                                                           |
| 2021    | 11月13日 - 12月6日             | TAIKIBANSeeeee.             | 4会場4公演                             | 4会場4公演                       | 4会場4公演                                                                             |                                                                                           |
| 2021    | 11月13日 - 12月6日             | TAIKIBANSeeeee.             | 11月13日                               | 大阪 味園ユニバース              | Helsinki Lambda Club                                                                   |                                                                                           |
| 2021    | 11月13日 - 12月6日             | TAIKIBANSeeeee.             | 11月14日                               | 名古屋 CLUB QUATTRO              | Helsinki Lambda Club                                                                   |                                                                                           |
| 2021    | 11月13日 - 12月6日             | TAIKIBANSeeeee.             | 12月3日                                | 川崎 CLUB CITTA                  | Helsinki Lambda Club                                                                   |                                                                                           |
| 2021    | 11月13日 - 12月6日             | TAIKIBANSeeeee.             | 12月6日                                | 渋谷 CLUB QUATTRO                | Helsinki Lambda Club                                                                   |                                                                                           |